# Pteropus pselaphon
Pteropus pselaphon är en däggdjursart som beskrevs av Lay 1829. Pteropus pselaphon ingår i släktet Pteropus och familjen flyghundar. IUCN kategoriserar arten globalt som akut hotad. Inga underarter finns listade.
Denna flyghund förekommer på Ogasawaraöarna som tillhör Japan. Arten vistas i skogar och uppsöker fruktodlingar.